# Chloris burmensis
Chloris burmensis là một loài thực vật có hoa trong họ Hòa thảo. Loài này được D.E.Anderson mô tả khoa học đầu tiên năm 1974.